# Damir Skomina
Damir Skomina, född 5 augusti 1976 i Koper är en slovensk fotbollsdomare. Skomina blev internationell Fifa-domare 2003.